# 126965 Neri
126965 Neri è un asteroide della fascia principale interna. Scoperto nel 2002, presenta un'orbita caratterizzata da un semiasse maggiore pari a 2,439182 UA e da un'eccentricità di 0,191770, inclinata di 3,334261° rispetto all'eclittica.
Fa parte della famiglia di asteroidi Nisa.
Il suo nome è in onore di Rodolfo Neri Vela, primo astronauta messicano.